# What Hits!?
What Hits!? es un disco recopilatorio de los Red Hot Chili Peppers lanzado por EMI el 29 de septiembre de 1992. Este disco reúne las mejores canciones de los cuatro primeros álbumes de la banda ("The Red Hot Chili Peppers", "Freaky Styley", "The Uplift Mofo Party Plan" y "Mother's Milk") más una canción de "Blood Sugar Sex Magik", "Under the Bridge" y la banda sonora de la película "Pretty Woman", "Show Me Your Soul". Se creó un vídeo de la canción "Behind The Sun" para promocionar el álbum.

## Lista de canciones
1. "Higher Ground" (Stevie Wonder) – 3:21 (Del álbum Mother's Milk, 1989)
2. "Fight Like a Brave" – 3:47 (Del álbum The Uplift Mofo Party Plan, 1987)
3. "Behind the Sun" – 4:45 (Del álbum The Uplift Mofo Party Plan, 1987)
4. "Me & My Friends" – 3:05 (Del álbum The Uplift Mofo Party Plan, 1987)
5. "Backwoods" – 3:06 (Del álbum The Uplift Mofo Party Plan, 1987)
6. "True Men Don't Kill Coyotes" – 3:36 (Del álbum The Red Hot Chili Peppers, 1984)
7. "Fire" (Jimi Hendrix) – 2:01 (Del álbum Mother's Milk, 1989)
8. "Get Up and Jump" – 2:50 (Del álbum The Red Hot Chili Peppers, 1984)
9. "Knock Me Down" – 3:43 (Del álbum Mother's Milk, 1989)
10. "Under the Bridge" – 4:24 (Del álbum Blood Sugar Sex Magik, 1991)
11. "Show Me Your Soul" – 4:22 (Previamente no lanzado, soundtrack de la película "Pretty Woman", de 1990)
12. "If You Want Me to Stay" (Sly & the Family Stone) – 4:06 (Del álbum Freaky Styley, 1985)
13. "Hollywood (Africa)" (The Meters) – 4:58 (Del álbum Freaky Styley, 1985)
14. "Jungle Man" – 4:04 (Del álbum Freaky Styley, 1985)
15. "The Brothers Cup" – 3:24 (Del álbum Freaky Styley, 1985)
16. "Taste the Pain" – 4:34 (Del álbum Mother's Milk, 1989)
17. "Catholic School Girls Rule" – 1:55 (Del álbum Freaky Styley, 1985)
18. "Johnny, Kick a Hole in the Sky" – 5:10 (Del álbum Mother's Milk, 1989)

## Vídeo/DVD
Además del CD, se creó una versión en vídeo del álbum con todos los vídeos musicales de los distintos singles de hasta ese momento y 3 videos en directo, de su VHS de 1990 "Psychedelic Sexfunk Live from Heaven". La lista de temas de la versión en DVD es la siguiente:
1. Behind the Sun
2. Under the Bridge
3. Show Me Your Soul
4. Taste the Pain
5. Higher Ground
6. Knock Me Down
7. Fight Like a Brave
8. Jungle Man
9. True Men Don't Kill Coyotes
10. Catholic School Girls Rule
11. Fire (En vivo, Finlandia 1988)
12. Stone Cold Bush (En vivo, Long Beach Arena, California 1990)
13. Special Secret Song Inside (En vivo, Long Beach Arena, California 1990)
14. Subway To Venus (En vivo, Long Beach Arena, California 1990)

- Datos: Q1765794